# Nighthawks at the Diner
Nighthawks at the Diner — перший концертний альбом автора-виконавця Тома Вейтса, виданий 1975 року.

## Про альбом
Назва є відсиланням до картини Едварда Гоппера «Nighthawks». Робочою назвою альбому було Nighthawk Postcards from Easy Street, пізніше воно було скорочено до Nighthawks at the Diner. Альбом був записаний за дві ночі, 30 і 31 липня, перед невеликою аудиторією і, власне, не є концертним в широкому розумінні. Запис справляє враження, як якби Том проводив час, розповідаючи історії, анекдоти та пояснюючи історії своїх пісень.

## Список композицій
Перша сторона:
| #  | Назва                                                   | Тривалість |
| -- | ------------------------------------------------------- | ---------- |
| 1. | «Opening Intro»                                         | 2:58       |
| 2. | «Emotional Weather Report»                              | 3:47       |
| 3. | «Intro to "On a Foggy Night"»                           | 2:16       |
| 4. | «On a Foggy Night»                                      | 3:48       |
| 5. | «Intro to "Eggs and Sausage"»                           | 1:53       |
| 6. | «Eggs and Sausage (In a Cadillac with Susan Michelson)» | 4:19       |

Друга сторона:
| #  | Назва                                    | Тривалість |
| -- | ---------------------------------------- | ---------- |
| 1. | «Intro to "Better Off Without a Wife"»   | 3:02       |
| 2. | «Better Off Without a Wife»              | 3:59       |
| 3. | «Nighthawk Postcards (From Easy Street)» | 11:30      |

Третя сторона:
| #  | Назва                                  | Тривалість |
| -- | -------------------------------------- | ---------- |
| 1. | «Intro to "Warm Beer and Cold Women"»  | 0:55       |
| 2. | «Warm Beer and Cold Women»             | 5:21       |
| 3. | «Intro to "Putnam County"»             | 0:47       |
| 4. | «Putnam County»                        | 7:35       |
| 5. | «Spare Parts I (A Nocturnal Emission)» | 6:25       |

Четверта сторона:
| #  | Назва                                | Тривалість |
| -- | ------------------------------------ | ---------- |
| 1. | «Nobody»                             | 2:51       |
| 2. | «Intro to "Big Joe and Phantom 309"» | 0:40       |
| 3. | «Big Joe and Phantom 309»            | 6:29       |
| 4. | «Spare Parts II and Closing»         | 5:13       |

## Учасники запису
- Том Вейтс — вокал, фортепіано, гітара
- Майк Мелвоін — піаніно, електрогітара, гітара
- Джим Хьюхарт — контрабас
- Білл Гудвін — барабани
- Піт Крістлейб — тенор-саксофон